# Bergamasque (langue)
Pour les articles homonymes, voir Bergamasque.

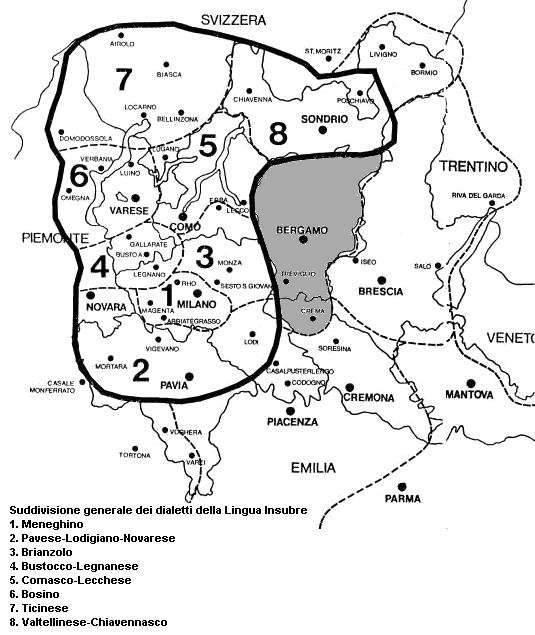
Distribution du dialecte Bergamasque en Lombardie

Le bergamasque est un dialecte du lombard parlée dans la région Lombardie, dans la province de Bergame et dans la commune de Crema, dans le centre de la Lombardie. Elle est parfois appelée Orobien, du nom du peuple celte installé dans la région et décrit par Pline l'Ancien. Le bergamasque fait partie du groupe lombard oriental.
Souvent considérée comme un dialecte de l'italien, le bergamasque et l'italien ne sont cependant pas mutuellement intelligibles. Malgré tout, aujourd'hui la population parlant bergamasque parle également italien.
Il n'existe pas de reconnaissance officielle du bergamasque, ni en Lombardie, ni ailleurs : la seule langue officielle de Lombardie étant l'italien.

## Classification
Le bergamasque est une langue romane et appartient à la branche gallo-italique. La position dans la famille de langue révèle qu'il est génétiquement plus proche de l'occitan, du catalan, du français, etc. que de l'italien.

## Distribution géographique
Le lombard oriental est principalement parlé dans la région de Bergame et près de Crema, dans le centre de la Lombardie. Le bergamasque est généralement compris par les locuteurs d'autres dialectes du lombard oriental proches géographiquement, par exemple de la région de Brescia, mais ça peut ne pas être le cas pour les dialectes plus éloignés, comme ceux des vallées alpines. Les différences sont notables au niveau du vocabulaire, de la grammaire et de la phonétique.

## Locuteurs
Il n'existe pratiquement aucun monolingue bergamasque. Tous les Lombards parlent italien, et leur connaissance des deux langues varie aussi bien en fonction de leur situation géographique que de leur milieu socio-économique. L'élément déterminant sera bien souvent l'âge du locuteur.

## Extraits de la littérature en bergamasque
« ...Se bé cognosse, che sto nost parlà
bergamasch no s'convè a lodà la zét,
gnè da fà pians, perché chi lès o sèt
al gà fà pio tost gni vòia d'grignà... »

— Giovanni Bressani, (1489-1560)

« [...] hec mulier id est la fomna et dicitur mulier, [...] hoc ignifer id est ol bernaz et dicitur ignifer [...] »

« E fì senorzat da Peter e incalzat da Martì, [...] cola pena mal temprata no po fì bona letra. »
— E. Zerbini, Note storiche sul dialetto bergamasco ex B. Belotti, op. cit. in note, Petrus dominatur mihi. Et Martinus insequitur me, [...] calamo quem quis male moderatus est non potest fieri bona littera

« A nomo sia de Crist ol dì present
Di des comandament alegrament
I qua de de pader onnipotent
A morsis per salvar la zent.
E chi i des comandament observarà
in vita eterna cum Xristo andarà [...] »

— Ex B. Belotti, op.cit.

« ...Se bé cognosse, che sto nost parlà
bergamasch no s'convè a lodà la zét,
gnè da fà pians, perché chi lès o sèt
al gà fà pio tost gni vòia d'grignà... »

— Giovanni Bressani, (1489-1560)

« I armi, i fomni, i soldacc, quand che in amôr

I andava d' Marz, af voi cuntà in sti vers,
Che fü in dol tèp che con tancc furôr
Al vign de za dol mar i Mor Pervers,
Condücc dal re Gramant, so car signôr,
Che voliva più Franza e l'univers
E destrüz sech Re Carlo e i Paladì
Per vendicà sò Pader Sarasì. »

— Belotti. op. cit.

« Che per spiegass bé e spert, sciassegh e stagn
a tate lengue ch'è montade in scagn,
al Fiorentì, al Franses
la nost lagh dà neuf per andà ai dès.
[...]
Mi per efett de ver amour, de stima,
Lavori e pensi in prima
A i mè compatriogg a i mè terèr;
E dopo, se 'l men vansa, a i forestèr. »

— ex Belotti, op. cit.

« Al vé vià quacc diàvoi chi gh'è mai
Al segn de quel teribel orchesù.
De pura 'l sa sgörlè i mür infernai.
E serè fò Proserpina i balcù;
I è röse e fiur, borasche e temporai,
Tempeste e sömelèc, saete e tru,
E a par de quel tremàs là zo de sot,
L'è cöcagna balurda 'l teremòt. »

— ex Belotti, op. cit.

### Sources et bibliographie
- (en) Cet article est partiellement ou en totalité issu de l’article de Wikipédia en anglais intitulé « Bergamasque dialect » (voir la liste des auteurs).
- (it) Cet article est partiellement ou en totalité issu de l’article de Wikipédia en italien intitulé « dialetto bergamasco » (voir la liste des auteurs).
- Bortolo Belotti, Storia di Bergamo e dei bergamaschi
- Umberto Zanetti, La grammatica bergamasca - Bergame, Sestante, 2004.  (ISBN 8-88744-559-1)
- Dizionario italiano-bergamasco, compilato da Carmelo Francia e Emanuele Gambarini, Bergame, Grafital, 2001.
- Dizionario bergamasco-italiano, compilato da Carmelo Francia e Emanuele Gambarini, Bergame, Grafital, 2004.